# Zabou Breitman
Pour les articles homonymes, voir Zabou (homonymie) et Breitman.
Isabelle Breitman, dite Zabou jusqu'en 1998 puis Zabou Breitman est une actrice, réalisatrice, scénariste et metteuse en scène française, née le 30 octobre 1959 à Paris 14e.
Elle a reçu le César de la meilleure première œuvre pour Se souvenir des belles choses en 2003, ainsi que quatre Molières : théâtre privé et mise en scène pour L'Hiver sous la table en 2004, puis théâtre privé et adaptation pour Des gens en 2009.

## Biographie

### Enfance et formation
Isabelle Cécile Breitman naît le 30 octobre 1959 dans le 14e arrondissement de Paris.
Elle est la fille du scénariste Jean-Claude Deret (Claude Breitman – né d’un père juif et d’une mère chrétienne du Mans) et de la comédienne québécoise Céline Léger. Sa famille compte plusieurs médecins, et notamment son grand-père Lucien Breitman, également homme politique (conseiller général du Loir-et-Cher). Elle est par ailleurs, par son père, cousine issue de germain de Dominique Strauss-Kahn.
Elle passe une partie de son enfance à Mennetou-sur-Cher dans l'ancien prieuré que son père avait acquis, avant d'être scolarisée au lycée Claude-de-France à Romorantin. Enfant, elle est passionnée par la biologie, et en particulier par les abeilles.
Elle fait une première apparition en tant que comédienne, toute petite fille en 1964, dans un épisode de Thierry la Fronde, feuilleton télévisé écrit par son père, dans laquelle jouait sa mère.
Elle a été élève du cours Simon.

### Carrière
Isabelle Breitman est engagée à l'été 1980 par Jacqueline Joubert pour animer l’émission pour les enfants Récré A2. On la voit présenter seule ou en duo, le plus souvent avec Alain Chaufour. À son arrivée, ce sont les jeunes téléspectateurs qui choisissent entre le prénom Cécile (le second prénom de Zabou Breitman) et Zabou (son surnom depuis l'enfance), afin d’éviter la confusion avec Isabelle Arrignon, autre animatrice de l'émission depuis 1978,. Zabou devient dès lors son pseudonyme professionnel.
Breitman disparaît des émissions en direct du mercredi après-midi à la fin décembre 1981, mais on la voit encore en février 1982 pour Récré A2 semaine et en mars 1982 pour l’émission Les Quat'z'amis.
En 1984, elle obtient un second rôle dans Gwendoline, film d’aventures érotique de Just Jaeckin.
En 1986, elle enregistre avec Arnold Turboust la chanson à succès Adélaïde, dont la sortie coïncide avec Libertine de Mylène Farmer. Elle participe à un sketch des humoristes les Nuls sur la consommation de LSD.
1992 scelle sa notoriété et son talent de comédienne avec les films La Crise de Coline Serreau et Cuisine et Dépendances de Philippe Muyl.
En 2001, elle réalise Se souvenir des belles choses avec Isabelle Carré et Bernard Campan. Le film est récompensé en 2003 par trois Césars dont celui de la meilleure première œuvre de fiction.
En 2003, elle met en scène au théâtre de l'Atelier, à Paris, la pièce de Roland Topor, L'Hiver sous la table, avec Isabelle Carré et Dominique Pinon, qui récolte le record absolu de trophées lors de la Nuit des Molières l'année suivante : six récompenses dont celles des meilleurs comédien et comédienne, du meilleur spectacle de théâtre privé et du meilleur metteur en scène.
En 2009, sa pièce intitulée Des gens, adaptée de Raymond Depardon, obtient deux Molières.
De janvier à juin 2012, elle écrit et joue avec Laurent Lafitte les sketchs de l'émission À votre écoute, coûte que coûte sur France Inter.
En 2013, elle interprète le rôle d'Ève de Colbert, patronne de Boréal, dans la saison 6 de Fais pas ci, fais pas ça.
En 2014, elle joue le rôle de Ruth Halimi, la mère d'Ilan Halimi dans le film 24 Jours.
Zabou Breitman préside le jury de la Révélation Cartier lors du Festival du cinéma américain de Deauville 2015.
Le 19 décembre 2018, plus de 70 célébrités se mobilisent à l'appel de l'association Urgence Homophobie. Zabou Breitman est l'une d'elles et apparaît dans le clip de la chanson De l'amour, composée pour l'association.
Zabou Breitman est marraine du Secours populaire français et a notamment participé aux distributions alimentaires lors des crises sanitaires de 2020. 

### Vie privée
Breitman a eu deux enfants avec le sculpteur Fabien Chalon : la chanteuse Anna Chalon (en) (1989) et l'acteur Antonin Chalon (1993). Ce dernier a joué dans le film No et moi, réalisé par sa mère.

### Noms de scène
Au cours des quinze premières années de sa carrière, Zabou Breitman utilise son surnom « Zabou » comme nom de scène et sera accréditée professionnellement, par la suite, avec son patronyme.
En 1982, Jean-Marie Cavada apprenant qu'elle a vendu, sans autorisation, des photos qu'elle avait prises sur le tournage d'un film dont il était distributeur (Gwendoline de Just Jaeckin), lui reproche avec véhémence son « avidité » par ces mots : « Cela ne m'étonne pas. C'est quoi votre vrai nom, déjà ? », faisant allusion à ses origines juives (son grand-père paternel était un médecin juif, laïc, socialiste, originaire de Kichinev en URSS, et déporté en 1941, puis rescapé d'un camp de concentration nazi). La comédienne dira avoir été profondément choquée par ce trait antisémite insupportable et insoupçonné de Cavada,.
Bien qu'elle ne soit pas de confession juive, elle assumera plus tard publiquement ses origines, faisant le chemin inverse de son père, Jean-Claude Deret (Breitman), comme elle laïc, mais ayant choisi d'utiliser professionnellement le patronyme de sa mère (chrétienne) « Deret », après la Seconde Guerre mondiale et pour échapper à tout antisémitisme.
Alors que son nom de famille est affiché en 1998 au théâtre du Rond-Point, à Paris, pour La Jeune Fille et la Mort du romancier et dramaturge chilien Ariel Dorfman, elle exprime son bonheur face à la réappropriation de son nom et à la force du symbole : « Que ce soit arrivé sur ce texte-là, qui parle d'identité et de justice, signé par un auteur originaire de la région de Kichinev... », concluant : « Avoir repris mon nom est la chose dont je suis la plus fière. ».

## Filmographie
Sauf indication contraire, les informations mentionnées dans cette section peuvent être confirmées par les bases de données cinématographiques IMDb et Allociné,  présentes dans la section « Liens externes ».

### Actrice

#### Cinéma
- 1981 : Elle voit des nains partout ! de Jean-Claude Sussfeld : Blanche-Neige
- 1982 : La Boum 2 de Claude Pinoteau : Catherine
- 1983 : Banzaï de Claude Zidi : Sophia
- 1984 : Gwendoline de Just Jaeckin : Beth
- 1985 : Une femme ou deux de Daniel Vigne : Constance Michaux
- 1985 : Billy Ze Kick de Gérard Mordillat : Juliette Chapeau
- 1985 : Suivez mon regard de Jean Curtelin : la femme handicapée
- 1986 : Le Complexe du kangourou de Pierre Jolivet : Odile
- 1986 : États d'âme de Jacques Fansten : Hélène
- 1987 : Le Beauf d'Yves Amoureux : Maryline
- 1987 : Fucking Fernand de Gérard Mordillat : une prostituée
- 1988 : Dandin de Roger Planchon : Angélique
- 1988 : La Travestie de Yves Boisset : Nicole Armingault
- 1989 : Les cigognes n'en font qu'à leur tête de Didier Kaminka : Hélène Parnet
- 1989 : La Baule-les-Pins de Diane Kurys : Bella
- 1989 : Moitié-moitié de Paul Boujenah : Sarah
- 1990 : Promotion canapé de Didier Kaminka : Carole
- 1991 : Les Secrets professionnels du docteur Apfelglück (film à sketches) : Carole Ribéra
- 1991 : Une époque formidable… de Gérard Jugnot : l'intervieweuse
- 1991 : Toujours seuls de Gérard Mordillat : Isabelle
- 1991 : Blanval de Michel Mees : Emma
- 1992 : 588, rue Paradis d'Henri Verneuil : Astrid Sétian
- 1992 : La Crise de Coline Serreau : Isa Barelle
- 1992 : Cuisine et Dépendances de Philippe Muyl : Martine
- 1996 : L'Homme idéal de Xavier Gélin : Madeleine
- 1996 : Tenue correcte exigée de Philippe Lioret : Catherine Sperry
- 1997 : Ça reste entre nous de Martin Lamotte : Marie
- 1998 : Le Double de ma moitié d'Yves Amoureux : Cécile / Suzy
- 1998 : Ma petite entreprise de Pierre Jolivet : Nathalie dite Nat
- 1998 : Du bleu jusqu'en Amérique de Sarah Lévy : Anna
- 2001 : Se souvenir des belles choses, (également réalisatrice et scénariste) : Marie Bjorg
- 2002 : Un monde presque paisible de Michel Deville : Léa
- 2003 : Narco de Tristan Aurouet et Gilles Lellouche : Paméla
- 2004 : Le Parfum de la dame en noir de Bruno Podalydès : Édith Rance
- 2008 : Les Insoumis de Claude-Michel Rome : commissaire Vasseur
- 2008 : Le Premier Jour du reste de ta vie de Rémi Bezançon : Marie-Jeanne Duval
- 2009 : Rien de personnel de Mathias Gokalp : Christine Barbieri
- 2010 : No et moi, également réalisatrice et coscénariste : la mère dépressive de Lou
- 2011 : L'Exercice de l'État de Pierre Schöller : Pauline
- 2012 : De l'autre côté du périph de David Charhon : commissaire Morland
- 2013 : Amitiés sincères de François Prévôt-Leygonie et Stéphan Archinard : Stéphanie
- 2013 : Des morceaux de moi de Nolwenn Lemesle : Christine
- 2013 : Le Grand Méchant Loup de Nicolas & Bruno : Victoire
- 2013 : Belle comme la femme d'un autre de Catherine Castel : Clémence
- 2014 : 24 jours d'Alexandre Arcady : Ruth Halimi
- 2014 : Discount de Louis-Julien Petit : Sofia Benhaoui
- 2015 : Entre amis d'Olivier Baroux : Astrid
- 2015 : Nos futurs de Rémi Besançon : la mère de Yann
- 2015 : Nous trois ou rien de Kheiron : la mère
- 2015 : Arrête ton cinéma ! de Diane Kurys : Ingrid
- 2015 : Je compte sur vous de Pascal Elbé : l'inspecteur Moretti
- 2016 : Baden Baden de Rachel Lang : la mère d'Ana
- 2017 : Il a déjà tes yeux de Lucien Jean-Baptiste : Claire Mallet
- 2017 : Monsieur et Madame Adelman de Nicolas Bedos : la directrice d'école
- 2018 : Le Gendre de ma vie de François Desagnat : Christelle
- 2019 : Salauds de pauvres (film à sketches)
- 2022 : Murder Party de Nicolas Pleskof : Emmanuelle Chardon-Spitzer
- 2023 : Ma langue au chat de Cécile Telerman : Laure
- 2024 : 14 Jours pour aller mieux d'Édouard Pluvieux : Clara
- 2024 : Super Papa de Léa Lando : Sylvie
- 2024 : On fait quoi maintenant ? de Lucien Jean-Baptiste : Chachou
- 2025 : Cassandre de Hélène Merlin : La mère
- 2025 : Anges & Cie  de Vladimir Rodionov : Séraphine
- 2025 : Y'a pas de réseau d'Édouard Pluvieux : Jeanine Tudor
- Prévu en 2025 : La Bonne étoile de Pascal Elbé
- Prévu en 2026 : Mauvaise pioche de Gérard Jugnot

#### Courts métrages
- 1983 : Un jeu pour dimanche de Jean-Claude Ventura
- 1983 : Eden de Robert Réa
- 1988 : Cinématon no 1017 de Gérard Courant
- 1996 : Le Balcon d'Henri-Paul Amar
- 2002 : À l'abri des regards indiscrets de Ruben Alves et Hugo Gélin

#### Doublage
- 1990 : La Vie privée des animaux de Patrick Bouchitey
- 2001 : Bécassine et le Trésor viking de Philippe Vidal
- 2003 : L'Héroïque cinématographe (documentaire) d'Agnès de Sacy et Laurent Véray : la récitante
- 2008 : Les Ailes pourpres (documentaire) de Matthew Aeberhard et Leander Ward : la narratrice
- 2011 : Titeuf, le film de Zep : la mère de Titeuf
- 2011 : Le Gruffalo (court métrage) de Max Lang et Jakob Schuh : la mère écureuil

#### Télévision
- 1964 : Thierry la Fronde, saison 3, épisode Les Héros : la petite fille (créditée « La petite Isabelle »)
- 1983 : Vichy Dancing (téléfilm) de Léonard Keigel : Gaby
- 1985 : Le Diamant de Salisbury (téléfilm) de Christiane Spiero : Frédérique
- 1988 : Sueurs froides, épisode La Chute, de Pierre Jolivet : Fanny
- 1989 : Mon dernier rêve sera pour vous, épisode Hortense ou le Plaisir de Robert Mazoyer : Hortense
- 1989 : À corps et à cris (téléfilm) de Josée Dayan : Marie
- 1990 : Le Gorille, épisode Le Gorille chez les Mandinguez : Magda
- 1991 : Crimes et Jardins (téléfilm)de Jean-Paul Salomé : Viviane
- 1992 : Les Taupes-niveaux (téléfilm) de Jean-Luc Trotignon : Claire
- 1994 : La Grande Fille de Jean-Paul Salomé : Mathilde
- 1995 : Charlotte et Léa (téléfilm) de Jean-Claude Sussfeld : Léa
- 1996 : Antoine (téléfilm) de Jérôme Foulon : Diane
- 1996 : Chassés-croisés de Denys Granier-Deferre : Nina[réf. nécessaire]
- 1998 : Bébés boum (téléfilm) de Marc Angelo : Agnès
- 1999-2001 : Les Duettistes (mini-série de trois épisodes) : Lisa Le Guirec
- 2000 : L'Inconnue du Val Perdu (téléfilm) de Serge Meynard : Martine
- 2001 : Rastignac ou les Ambitieux (mini-série) d'Alain Tasma : Antoinette de Langeais
- 2007 : Vérités assassines (téléfilm) d'Arnaud Sélignac : Véral Cabral, une psychiatre urgentiste
- 2010 : Notre Dame des barjots (téléfilm) d'Arnaud Sélignac : Véra Cabral
- 2012 : Rendez-vous en terre inconnue (magazine documentaire animé par Frédéric Lopez et tourné en 2011 chez le peuple semi-nomade des Nyangatom, au sud-ouest de l'Éthiopie) : elle-même
- 2013 : Fais pas ci, fais pas ça, saison 6, 5 épisodes : Ève de Colbert
- 2016 : Après moi le bonheur (téléfilm) de Nicolas Cuche : Véronique
- 2016 : Box 27 (téléfilm) d'Arnaud Sélignac : Patricia
- 2016 : La Loi de Pauline (téléfilm de la collection La Loi de...) de Philippe Venault : Pauline
- 2017 : Paris, etc. (série télévisée) d'elle-même : Gil
- 2020 : Le Diable au cœur (téléfilm) de Christian Faure : Catherine
- 2021 : Un homme d'honneur (mini-série) de Julius Berg : Laure Constantine
- 2023 : The New Look de Julia Ducournau : Madame Zehnacker
- 2023 : Fleur bleue, d'Enya Baroux : la maman de Fleur

### Réalisatrice-scénariste
- 2001 : Se souvenir des belles choses
- 2003 : Bien dit (court-métrage, Talents Cannes)
- 2003 : Bien entendu (court-métrage, Talents Cannes)
- 2003 : Bien joué (court-métrage, Talents Cannes)
- 2006 : L'Homme de sa vie
- 2007 : Dix films pour en parler courts-métrages dénonçant les violences conjugales (Arte)
- 2008 : Je l'aimais - adaptation du roman d'Anna Gavalda
- 2010 : No et moi - adaptation du roman de Delphine de Vigan
- 2017 : Paris etc. (série télévisée)
- 2019 : Les Hirondelles de Kaboul, coréalisé avec Éléa Gobbé-Mévellec
- 2023 : Le Garçon, coréalisé avec Florent Vassault

## Théâtre

### Comédienne
- 1987 : George Dandin de Molière, mise en scène Roger Planchon, TNP Villeurbanne
- 1988 : George Dandin de Molière, mise en scène Roger Planchon, TNP, tournée
- 1990 : Popkins de Murray Schisgal, mise en scène Danièle Chutaux, théâtre des Célestins
- 1991 : Cuisine et dépendances d'Agnès Jaoui et Jean-Pierre Bacri, mise en scène Stéphan Meldegg, théâtre La Bruyère
- 1994 : Le Tartuffe de Molière, mise en scène Jacques Weber, théâtre Antoine
- 1995 : Le Tartuffe de Molière, mise en scène Jacques Weber, Théâtre de Nice, théâtre des Célestins
- 1997 : La Jeune Fille et la mort d’Ariel Dorfman, mise en scène Daniel Benoin, Comédie de Saint-Étienne
- 1998 : Skylight de David Hare, mise en scène Bernard Murat, théâtre de la Gaîté-Montparnasse
- 1999 : La Jeune Fille et la mort d’Ariel Dorfman, mise en scène Daniel Benoin, théâtre du Rond-Point
- 2000 : House and Garden d’Alan Ayckbourn, Royal National Theatre
- 2002 : Hilda de Marie Ndiaye, mise en scène Frédéric Bélier-Garcia, théâtre de l'Atelier, théâtre de la Criée
- 2003 : Anatole d'Arthur Schnitzler, mise en scène Claude Baqué, théâtre de l'Athénée-Louis-Jouvet
- 2008 : Des gens d'après Raymond Depardon, avec Laurent Lafitte, Petit Montparnasse
- 2009 : Des gens d'après Raymond Depardon, avec Marc Citti, Petit Montparnasse
- 2010-2012 : La Compagnie des spectres d'après Lydie Salvayre, mise en scène Zabou Breitman, Monfort Théâtre, tournée en 2012, théâtre de la Gaîté-Montparnasse
- 2011 : Jeux de scène d'après Victor Haïm, mise en scène par Zabou Breitman pour la 25e cérémonie des Molière.
- 2013 : La Compagnie des spectres d'après Lydie Salvayre, mise en scène Zabou Breitman, Festival d'Avignon
- 2014 : Comment vous racontez la partie de et mise en scène Yasmina Reza, théâtre Liberté, théâtre du Rond-Point, tournée
- 2021 : Dorothy, de et mise en scène Zabou Breitman, d'après les œuvres de Dorothy Parker, Théâtre du Chêne noir (festival off d'Avignon), Festival d'Anjou

### Metteure en scène
- 2000 : House and Garden d'Alan Ayckbourn, Royal National Theatre (collaboration)
- 2003 : L'Hiver sous la table de Roland Topor, théâtre de l'Atelier
- 2006 : Blanc d'Emmanuelle Marie, théâtre de la Madeleine
- 2008 : Des gens d'après Raymond Depardon, Petit Montparnasse
- 2010 : La Médaille d'après Lydie Salvayre, théâtre Vidy-Lausanne, théâtre du Rond-Point, théâtre de la Croix-Rousse
- 2010-2012 : La Compagnie des spectres d'après Lydie Salvayre, mise en scène Zabou Breitman, Monfort Théâtre, tournée en 2012, théâtre de la Gaîté-Montparnasse
- 2011 : Jeux de scène d'après Victor Haïm, mise en scène par Zabou Breitman pour la 25e cérémonie des Molière.
- 2013 : Le Journal de ma nouvelle oreille d'Isabelle Fruchart, théâtre du Chêne noir, Théâtre national de Nice
- 2013 : Le Système Ribadier de Georges Feydeau, théâtre du Vieux-Colombier / Comédie-Française 2015 : Journal de ma nouvelle oreille d'Isabelle Fruchart, théâtre du Rond-Point
- 2017 : Logiqueimperturbabledufou, création de Zabou Breitman, spectacle en tournée.
- 2019 : La Dame de chez Maxim de Georges Feydeau, théâtre de la Porte Saint Martin
- 2019 : Thélonius et Lola de Serge Kribus, création à la Maison de la culture d'Amiens, puis tournée au théâtre Paris-Villette à Paris
- 2024 : Zazie dans le métro, comédie musicale, texte de Raymond Queneau, chansons écrites par Zabou Breitman et composées par Reinhardt Wagner[13].

### Traductrice
- 2008 : Black Bird avec Léa Drucker, mise en scène de Claudia Stavisky au théâtre des Célestins (Lyon)

### Opéra

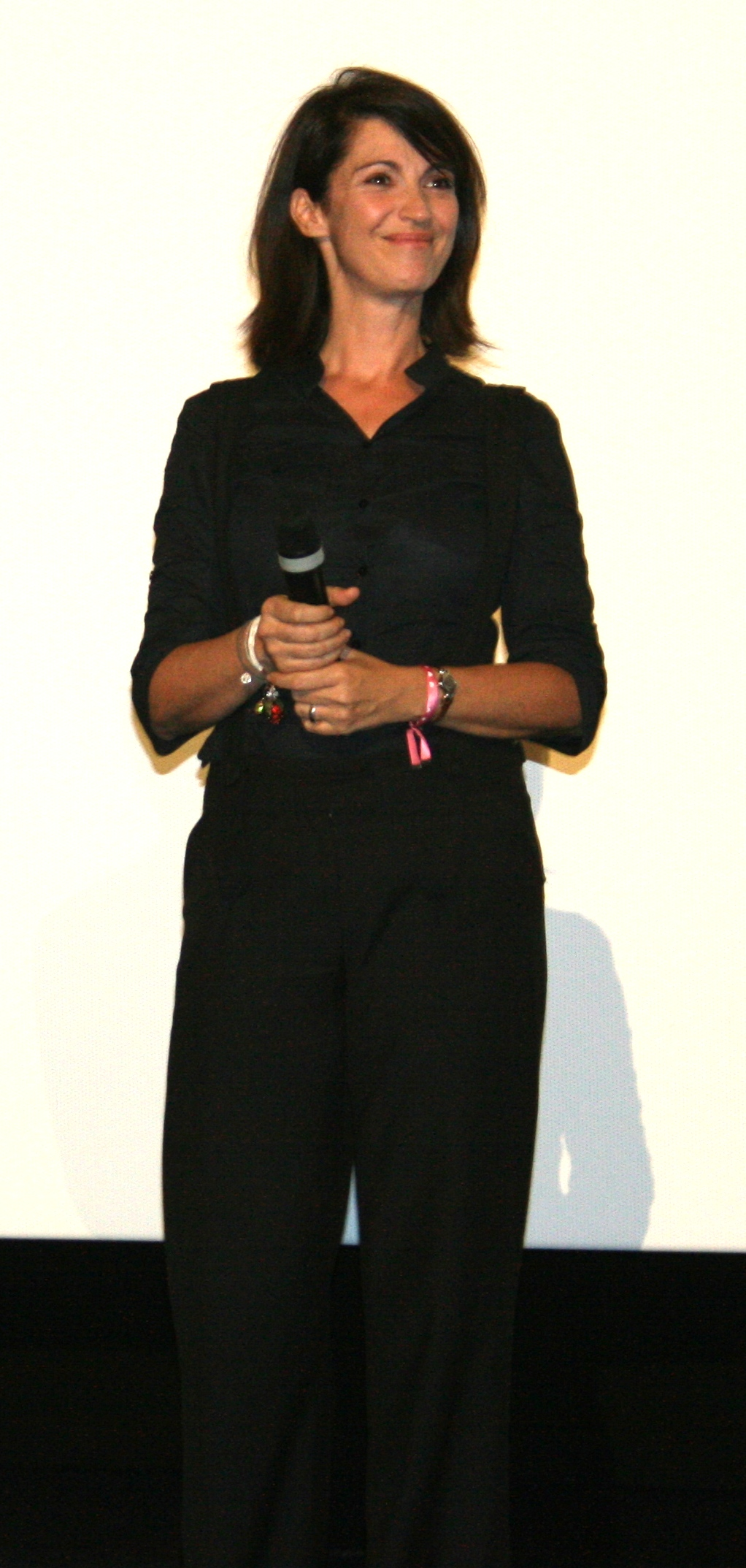
Zabou Breitman à l'avant-première du Premier Jour du reste de ta vie diffusée à l'UGC Ciné Cité Bercy, à Paris, le 21 juillet 2008.

- 2014 : L'Enlèvement au sérail de W. A. Mozart, Opéra national de Paris (mise en scène).

## Radio
- 2012 : À votre écoute, coûte que coûte, sur France Inter - écriture et interprétation

## Distinctions

### Récompenses
- Prix Arletty 1992 : prix de l'interprétation théâtrale
- Festival de la fiction TV de Saint-Tropez 2000 : Prix de la Ville de Saint-Tropez pour Les Duettistes[14]
- César 2003 : César de la meilleure première œuvre pour Se souvenir des belles choses
- Molières 2004 : Molière du théâtre privé et Molière du metteur en scène pour L'Hiver sous la table
- Molières 2009 : Molière du théâtre privé et Molière de l'adaptateur pour Des gens
- Globe de Cristal 2010 : meilleure pièce de théâtre pour Des gens
- Festival international du film d'animation d'Annecy 2018 : Prix d'aide à la diffusion de la Fondation Gan pour le cinéma pour Les Hirondelles de Kaboul
- Luchon Festival 2025[15]: Grand Prix documentaire[16] pour Le Garçon

### Nominations
- Molières 1992 : Molière de la comédienne pour Cuisine et Dépendances
- César 1993 : César de la meilleure actrice dans un second rôle pour La Crise
- Molières 1998 : Molière de la comédienne pour Skylight
- Molières 2009 : Molière de la comédienne pour Des gens
- César 2012 : César de la meilleure actrice dans un second rôle pour L'Exercice de l'État
- César 2020 : César du meilleur long métrage d'animation pour Les Hirondelles de Kaboul
- Molières 2020 : Molière du metteur en scène d'un spectacle de théâtre privé pour La Dame de chez Maxim

### Décorations
- Chevalière de la Légion d'honneur (2017)[17]
- Officière de l'ordre des Arts et des Lettres (2016)[18]
- Commandeure de l'ordre des Arts et des Lettres (2021)[19]